# Tim Robinson (comico)
Tim Robinson (Detroit, 23 maggio 1981) è un comico, attore e sceneggiatore statunitense.
È noto soprattutto per aver co-creato la serie televisiva Detroiters di Comedy Central e la serie I Think You Should Leave with Tim Robinson di Netflix, oltre al suo lavoro come scrittore e interprete nel Saturday Night Live.

## Biografia
Robinson è nato a Detroit il 23 maggio 1981, figlio di una madre che lavorava per Chrysler e di un padre che lavorava nell'edilizia. I suoi genitori divorziarono e lui crebbe con due figure paterne, uno dei quali era era ebreo e celebrava l'Hanukkah con Robinson. È cresciuto nelle vicine città di Clarkston e Waterford, diplomandosi alla Clarkston High School nel 2000. Da adolescente ha assistito a un'esibizione dal vivo dell'impresa di commedia improvvisata Second City a Chicago, portandolo a prendere lezioni di improvvisazione nel fine settimana al Second City di Detroit. Dopo il liceo ha intrapreso la carriera di comico mentre si sosteneva con lavori saltuari, tra cui in un negozio di giocattoli e insegnare lezioni di improvvisazione.

## Filmografia

### Attore

#### Cinema
- Cognati per caso (Brother Nature), regia di Oz Rodriguez e Matt Villines (2016)
- An American Pickle, regia di Brandon Trost (2020)
- Scream VI, regia di Matt Bettinelli-Olpin e Tyler Gillett (2023)
- Friendship, regia di Andrew DeYoung (2025)

#### Televisione
- Saturday Night Live - serie TV, 68 episodi (2012-2016)
- Comedy Bang! Bang! - serie TV, 1 episodio (2014)
- Late Night with Seth Meyers - serie TV, 3 episodi (2014)
- Documentary Now! - serie TV, 2 episodi (2015-2019)
- Netflix Presents: The Characters - serie TV, 1 episodio (2016)
- Man Seeking Woman - serie TV, 1 episodio (2017)
- Michael Bolton's Big, Sexy Valentine's Day Special - special TV (2017)
- Making History - serie TV, 2 episodi (2017)
- Detroiters - serie TV, 20 episodi (2017-2018)
- Your Pretty Face Is Going to Hell - serie TV, 1 episodio (2019)
- I Think You Should Leave with Tim Robinson - serie TV, 18 episodi (2019-in corso)

### Doppiatore
- The Awesomes - serie animata, 2 episodi (2013-2014)
- Our Cartoon President - serie animata, 8 episodi (2019-2020)
- Star Trek: Lower Decks - serie animata, 1 episodio (2020)
- I Greens in città (Big City Greens) - serie animata, 5 episodi (2020-2022)
- Solar Opposites - serie animata, 1 episodio (2021)
- Teenage Euthanasia - serie animata, 17 episodi (2021-2023)
- Ten Year Old Tom - serie animata, 4 episodi (2021-2023)
- Human Resources - serie animata, 3 episodi (2022)
- I postini di Middlemost (Middlemost Post) - serie animata, 1 episodio (2022)
- Cip & Ciop agenti speciali (Chip 'n Dale: Rescue Rangers), regia di Akiva Schaffer (2022)
- Aqua Teen Forever: Plantasm, regia di Matt Maiellaro e Dave Willis (2022)
- Digman (Digman!) - serie animata, 8 episodi (2023)
- I Simpson (The Simpsons) - serie animata, 1 episodio (2023)
- Krapopolis - serie animata, 1 episodio (2023)

## Doppiatori italiani
Da doppiatore è sostituito da:
- Luca Mannocci in Cip & Ciop agenti speciali
- Francesco Fabbri in Human Resources
- Neri Marcorè in Digman
- Simone Crisari in I Simpson